# Solar Flux Unit
Die Solar Flux Unit (Einheitenzeichen: sfu) ist neben dem Jansky ({\displaystyle \mathrm {Jy} }) eine gebräuchliche Einheit der Radioastronomie für die spektrale Flussdichte und den solaren Flux:
{\displaystyle {\begin{aligned}1\,\mathrm {sfu} &={10}^{4}\,\mathrm {Jy} \\&={10}^{-22}\,\mathrm {\frac {W}{m^{2}\cdot Hz}} \\&={10}^{-19}\,\mathrm {\frac {erg}{s\cdot cm^{2}\cdot Hz}} \end{aligned}}}
mit den Einheiten
- W für Watt
- Hz für Hertz
- erg für Erg.

## Quelle
- sizes.com